# Heinrich Philipp Ludwig
Heinrich Philipp Ludwig (* 16. April 1777 in Bessungen; † 20. Januar 1864 in Darmstadt) war ein hessischer Pfarrer und liberaler Politiker und Abgeordneter der 2. Kammer der Landstände des Großherzogtums Hessen.

## Leben
Heinrich Philipp Ludwig war der Sohn des Oberförsters Ludwig Ludwig (1725–1796) und dessen Ehefrau Johanette Ferdinande Sophie, geborene Briehl. Ludwig, der evangelischen Glaubens war, heiratete Johanette Wilhelmine Philippine geborene Klein (1794–1854). Aus der Ehe gingen folgende Kinder hervor:
- Justus Jakob Carl Ludwig (1819–1889), Hofgerichtsadvocat in Darmstadt
- Hermann Ludwig (1815–1834), Student
- Carl Georg Ludwig (1826–1910), Professor Dr. med., Psychiater, Anstaltsdirektor
- Ernst Ludwig, (* Darmstadt, † Friedberg 1848), Kadett
- Friedrich Ludwig († 1884, Dr. jur., Oberamtsrichter)
- Emilie Ludwig

Ludwig war Freiprediger, Pfarrvikar und 1. Mädchen-Lehrer in Darmstadt. Dort wurde er 1810 3. Stadtpfarrer, 1816 zweiter Stadtpfarrer und 1833 Dekan. 1832 bis zu seiner Pensionierung 1854 war er geistlicher Rat im Oberkonsistorium der Evangelischen Landeskirche Hessen. 1834 wurde er zum Dr. theol. h. c. promoviert.
Von 1820 bis 1824 gehörte er der Zweiten Kammer der Landstände an. Er wurde für den Wahlbezirk Starkenburg 9/Erbach gewählt.
1844 wurde er mit dem Ritterkreuz des Verdienstordens Philipps des Großmütigen ausgezeichnet.